# Miquel de la Pau de Portugal
Miquel de la Pau de Portugal (Saragossa, 23 d'agost de 1498 - Granada, 20 de juliol 1500) va ser un infant de Portugal, que va ser durant la seva curta vida príncep d'Astúries, de Girona i de Portugal, i considerat hereu de tots els regnes de la península ibèrica.

## Orígens familiars
Va néixer el 23 d'agost de 1498 a la ciutat de Saragossa. Va ser fill del rei Manuel I de Portugal i de la seva primera muller, Isabel d'Aragó, morta a resultes del part el dia següent, i encara en vida dels seus avis materns, els Reis Catòlics.

## Hereu
Immediatament va ser considerat hereu presumpte de la corona de Portugal, però també de les de Castella, Lleó, Aragó i Sicília, perquè la seva difunta mare n'havia estat hereva després de la mort de l'anterior príncep d'Astúries, Joan d'Aragó, oncle de l'infant, el 1497.
El seu pare tornà a Portugal el setembre de 1498, mentre Miquel va quedar-se a Castella, on va ser jurat príncep d'Astúries, a la localitat d'Ocaña,el mes de gener de 1499, i poc després també va ser jurat príncep de Girona i, per tant, hereu de la Corona d'Aragó. Alhora, el rei de Portugal va procurar dur a terme la mateixa formalitat convocant les Corts Generals el març de 1499. Tanmateix, els tres estats van posar com a condició pel jurament a canvi de la promesa del monarca que tots els nomenaments de càrrecs públics del regne i senyories de Portugal haurien d'atorgar-se només a portuguesos en qualsevol circumstància.

## Mort
Va morir encara infant, el 20 de juliol de 1500 a Granada, sense haver arribat a complir els dos anys de vida. Va ser enterrat allà mateix i després traslladat a la capella reial construïda a la ciutat. Aquest fet va suposar trencar l'ideal d'unir tots els regnes de la península.